# Eduardo Cardet
Eduardo Cardet (Holguín, Cuba, 25 de octubre de 1968) es un médico y político cubano, miembro del disidente Movimiento Cristiano Liberación y actualmente internacionalmente conocido debido a su encarcelamiento por el régimen cubano y su aislamiento, ya que no puede ser visitado ni por su propia familia.

## Actualidad política
Eduardo Cardet fue detenido en noviembre de 2016, casualmente días después de la muerte de Fidel Castro y cuando era el reciente coordinador nacional del MCL en sustitución del poco antes fallecido Oswaldo Payá. Esta acusado de haber ofendido a Castro tras su fallecimiento.

## Premios
- 2018. Premio Patmos[7][8]